# Dorel Vintilă Zaharia
Dorel Vintilă Zaharia  (n. 13 iulie 1943, București), supranumit Baba, care a activat și sub pseudonimul de Zaharia Vintilă, muzician și aranjor muzical român, percuționist, stabilit în Suedia din 1987, care a activat în mai multe formații rock ale perioadei 1961-1987 precum Sideral, Cometele, Phoenix (1966-1970), Roșu și Negru (1979-1980, 1982-1987), Romanticii(1972-1977, 1980-1982), Mondial, Modern Group(1970-1972).

## Biografie

### Activitate muzicală[2]
Student la facultatea de mecanică, în anii 1961 - 1963, Dorel Vintilă a debutat ca muzician, cântând la pian și muzică, și apoi ca baterist, în formația condusă de Horia Bădău, formația care a acompaniat cântăreți cunoscuți ai anilor 1960 precum Anca Agemolu, Doina Limbășeanu, Dan Spătaru, Pompilia Stoian și alții. 
Activează ca baterist al formațiilor Cometele și Olimpic, până la mutarea la Timișoara. Din cauza absențelor datorate repetițiilor și concertelor, în ianuarie 1964, a fost extramatriculat din facultate, dar cu drept de reînscriere. Extramatriculat pentru a doua oară și apoi reacceptat, va fi eliminat pentru a treia și ultima dată.
Ajuns la Timișoara în 1965, s-a reînscris la facultate. Îi cunoaște pe cei din formația Phoenix, care atunci se numeau Sfinții, În 1966, prin plecarea lui Pilu Ștefanovici la armata, începe colaborarea sa de aproape patru ani cu Phoenix. Bazat pe textele de mare calitate ale lui Paul Șuvagău și Victor Cârcu, la care s-a adăugat înlocuirea lui Ștefanovici, Dorel Vintilă Zaharia devine membru plin al cunoscutei formații de pe Bega și aranjatorul muzical al acesteia.

### Aranjor muzical
Fiind membru al formației Phoenix, și fiind singurul care studiase tobele cu note muzicale (a studiat Metoda de baterie), Zaharia a fost cel care a aranjat piesele muzicale Hei tramvai, Dimineață de primavară și Nebunul cu ochii închiși.

### Cetățean de onoare al Timișoarei
Dorel Vintilă Zaharia a fost ales ca cetățean de onoare al Timișoarei.

## Discografie
- Cometele – Galop/Stop in Love/My Babe/Cavalcade (1966, EP)
- Phoenix – Totuși sînt ca voi (1969, EP)
- Romanticii – Rondelul cupei de Murano (1973, EP)
- Romanticii – Clipele (1975, EP)
- Roșu și Negru – Alfabetul/Hai acasă (1980, single)
- Roșu și Negru – Formații rock 4 (1980, compilație)
- Roșu și Negru – ...Pseudofabulă (1985, album)
- Roșu și Negru – Culori (1986, album)
- Roșu și Negru – Semnul tău (1988, album)
- Anton Șuteu – Aspiratii / Yearning (1988, album)
- Phoenix – Remember Phoenix (1991, compilație)
- Phoenix – Vremuri, anii 60... (1998, album de restituiri)
- Phoenix – Phoenix vinil EP (ediție limitată, EP, 2000)